# 綾波 (初代神風型駆逐艦)
綾波（あやなみ）は、大日本帝国海軍の駆逐艦。神風型駆逐艦（初代）の32番（最終）艦である。艦名は重なりあって寄せる波から由来する。
「綾波」の名を受け継いだ日本の艦艇としては吹雪型駆逐艦「綾波」、あやなみ型護衛艦「DD-103 あやなみ」がある。

## 艦歴
舞鶴海軍工廠で1908年（明治41年）5月15日に起工され、翌年6月26日竣工した。1924年（大正13年）に掃海艇（第9号掃海艇）に変更され、1930年（昭和5年）には雑役船（交通船兼曳船・公称第757号）となっている。1933年（昭和8年）4月19日に廃船。

## 艦長等
※『官報』に基づく。階級は就任時のもの。
駆逐艦長
- 松下惣吉 大尉：1909年6月1日 - 10月11日 ＊兼舞鶴海軍工廠艤装員（-1909年7月9日）
- 大谷喜雄 大尉：1909年10月11日 - 1911年5月23日
- 藤田三他人 大尉：1911年5月23日 - 1912年12月1日
- 柴田七郎 大尉：1912年12月1日 - 1913年5月24日
- 横尾敬義 大尉：1913年5月24日 - 1913年12月1日
- 吉田良鋭 少佐：1913年12月1日 - 不詳
- 白戸光久 少佐：不詳 - 1916年9月12日
- 吉田健介 大尉：1916年9月12日 - 1917年12月1日[1]
- 彭城昌国 大尉：1917年12月1日[1] - 1919年12月24日[2]
- 山本弥七 大尉：1919年12月24日[2] - 1921年1月10日[3]
- 堀江吉正 大尉：1921年1月10日[3] - 11月20日[4]
- 池田七郎 大尉：1921年11月20日[4] - 1923年2月15日[5]
- 中原達平 大尉：1923年2月15日[5] - 1923年10月20日[6]

掃海艇長
- 門前鼎 大尉：1924年12月1日 - 1926年12月1日
- 有田貢 大尉：1926年12月1日[7] - 1928年11月1日[8]
- 岡崎文勳 大尉：1928年11月1日[8] - 1929年11月30日[9]
- （兼）萱場松次郎 少佐：1929年11月30日[9] - 1930年1月20日[10]